# 陳文杜
陳文杜（發音：[t͡ɕən˨˩ van˧˧ ʔɗo˦ˀ˥]；1903年11月15日—1990年12月20日），也被譯作陳文度，越南政治人物，曾擔任越南國外交部長、越南共和國副總理和外交部長。

## 生平
陳文杜原籍南圻，1903年11月15日出生於河南省府里市的一個有名望的家族。父親陳文通曾任南定總督17年。他稱呼印度支那立憲黨創始人裴光昭爲舅舅，他也是陳文章的親弟弟，所以原越南第一夫人陳麗春稱呼他爲叔叔。

## 政治生涯
1954年，陳文杜接替阮國定，被任命爲日內瓦會議越南國代表團團長。他堅決不簽署日內瓦停戰協議，因為他不接受越南分治，並以越南國代表團的名義發表了另一份聲明：
越南政府要求會議正式承認：越南明確反對締結協定和不尊重越南人民長遠願望的條款。越南政府要求會議承認，政府賦予自己完全自由的行動權，以保衛越南民族實現祖國統一、獨立和自由事業的神聖權利。
後來陳文杜被任命爲外交部長，但是在擔任了一年後就於1955年引退了。
1975年後，陳文杜前往法國避難，1990年12月20日在巴黎去世。

## 榮譽
- 大綬景星勳章[1]